# 南足立郡

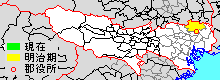
東京府南足立郡の範囲

南足立郡（みなみあだちぐん）は、東京府にあった郡。
郡名はそれまでの足立郡を埼玉県に属する地域と東京府に属する地域に分けた際、北にあたる埼玉県側を北足立郡、南にあたる東京府側を南足立郡としたことによる。

## 郡域
- 足立区（柳原を除く全域）

## 歴史

### 郡発足までの沿革
- 「旧高旧領取調帳」に記載されている明治初年時点での、足立郡のうち後の当郡域は、全域が幕府領で、代官・佐々井半十郎支配所が管轄した。●は村内に寺社領が存在。下記の他に大谷田村新田（大谷田村の一部か）、花又村新田（花又村の一部か）の記載が見られる。千住町は1町と数える。（1町41村）

千住宿北組（千住町の一部）、千住宿中組（千住町の一部）、●本木村、●梅田村、弥五郎新田、小右衛門新田、花又村、内匠新田、次郎左衛門新田、久左衛門新田、辰沼新田、六ツ木村、佐野新田、大谷田村、大谷田村新田（大谷田村の一部か）、長右衛門新田、久右衛門新田、嘉兵衛新田、長左衛門新田、北三谷村、蒲原村、普賢寺村、伊藤谷村、五兵衛新田、保木間村、入谷村、小台村、栗原村、興野村、鹿浜新田、花又村新田（花又村の一部か）、●島根村、●竹ノ塚村、六月村、●宮城村、●西新井村、●伊興村、●沼田村、堀ノ内村、鹿浜村、加々皿沼村、高野村、谷在家村、古千谷村、舎人新田（舎人村、舎人町とも）
- 慶応4年
  - 6月19日（1868年8月7日） - 忍藩士の山田政則が武蔵知県事に就任。舎人村を管轄。
  - 7月10日（1868年8月27日） - 旧幕府代官の桑山効が武蔵知県事に就任。舎人村を除く後の当郡域を管轄。
- 明治元年12月23日（1869年2月4日） - 桑山効知県事が河瀬秀治に交代。
- 明治2年
  - 1月13日（1869年2月23日） - 河瀬秀治知県事の管轄区域に小菅県を、山田政則知県事の管轄区域に大宮県を設置。大宮県庁は東京府馬喰町に置かれる。
  - 3月16日（1869年9月21日） - 50番組制を施行。
  - 9月29日（1869年11月2日） - 県庁が浦和に置かれ浦和県に改称。
  - 12月 - 千住町が千住宿北組（一 - 五丁目）、千住宿中組（掃部宿、掃部宿のうち橋戸町、掃部宿のうち河原町を統合）に分かれる。（6町41村）
- 明治4年
  - 7月14日（1871年8月29日） - 廃藩置県により、小菅県、浦和県のうち後の当郡域が東京府（第2次）に移管。
  - 11月14日（1871年12月25日） - 浦和県が岩槻県、忍県と合併して埼玉県となる。
  - 11月28日（1872年1月8日） - 大区小区制を施行。
- 1875年（明治8年）12月24日 - 舎人村が埼玉県から東京府に移管。

### 郡発足以降の沿革
- 1878年（明治11年）

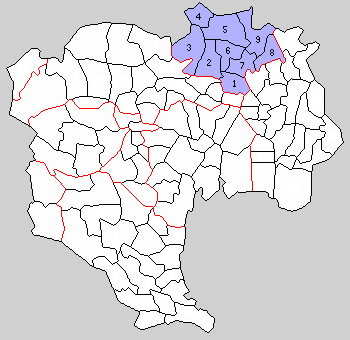
1.千住町 2.西新井村 3.江北村 4.舎人村 5.渕江村 6.梅島村 7.綾瀬村 8.東渕江村 9.花畑村（紫：足立区）

  - 11月2日 - 郡区町村編制法の東京府での施行により、武蔵国足立郡のうち東京府に属する区域をもって南足立郡が発足。郡役所を千住一丁目（千住宿北組のうち）に設置。江戸末期の朱引の内を東京府の管轄とし、それ以外を埼玉県の管轄とした。
  - 千住宿北組が千住北組、千住宿中組が千住中組にそれぞれ改称。
- 1889年（明治22年）5月1日 - 町村制の施行により、以下の町村が発足。全域が現・足立区。（1町8村）
  - 千住町 ← 千住北組、千住中組
  - 西新井村 ← 本木村、興野村、西新井村
  - 江北村 ← 沼田村、鹿浜村、鹿浜新田、加々皿沼村、高野村、谷在家村、宮城村、小台村、堀之内村
  - 舎人村 ← 舎人村、古千谷村、入谷村
  - 渕江村 ← 保木間村［飛地を除く］、六月村、竹塚村、伊興村
  - 梅島村 ← 梅田村、島根村、栗原村、小右衛門新田
  - 綾瀬村 ← 次郎左衛門新田、弥五郎新田、五兵衛新田、伊藤谷村、保木間村［飛地の字二ツ屋新田］
  - 東渕江村 ← 佐野新田、北三谷村、蒲原村、大谷田村、普賢寺村、長右衛門新田
  - 花畑村 ← 花又村、内匠新田、六ツ木村、久左衞門新田、長左衛門新田、久右衛門新田、嘉兵衛新田、辰沼新田
- 1896年（明治29年）9月 - 台風接近に伴う集中豪雨により中川の堤防が決壊。南足立郡の浸水被害者は2910人[1]。
- 1899年（明治32年）7月1日
  - 郡制を施行。
  - 渕江村の一部（伊興）が分立して伊興村が発足。（1町9村）
- 1923年（大正12年）4月1日 - 郡会が廃止。残務処理のため郡役所は存続。
- 1926年（大正15年）7月1日 - 郡役所が廃止。以降は地域区分名称となる。
- 1928年（昭和3年）
  - 10月1日 - 梅島村が町制施行して梅島町となる。（2町8村）
  - 11月10日 - 西新井村が町制施行して西新井町となる。（3町7村）
- 1932年（昭和7年）10月1日 - 全域が東京市に編入され、上記の3町7村の区域をもって足立区が発足。同日南足立郡消滅。東京府では1896年の郡の再編以来、初の郡消滅となった。（荏原郡・豊多摩郡・北豊島郡・南葛飾郡も同日消滅。東京府としては唯一。）

### 変遷表
| 明治22年以前 | 明治22年5月1日 | 明治22年 - 明治45年   | 大正1年 - 大正15年 | 昭和1年 - 昭和19年  | 昭和1年 - 昭和19年                 | 昭和1年 - 昭和19年          | 昭和20年 - 昭和39年     | 昭和40年 - 昭和64年 | 平成1年 - 現在 | 現在   |
| ------------ | -------------- | --------------------- | ------------------ | ------------------- | ---------------------------------- | --------------------------- | ----------------------- | ------------------- | -------------- | ------ |
|              | 千住町         | 千住町                | 千住町             | 千住町              | 昭和7年10月1日 東京市に編入 足立区 | 昭和18年7月1日 東京都足立区 | 昭和22年5月3日 特別区制 | 足立区              | 足立区         | 足立区 |
|              | 西新井村       | 西新井村              | 西新井村           | 昭和3年2月10日 町制 | 昭和7年10月1日 東京市に編入 足立区 | 昭和18年7月1日 東京都足立区 | 昭和22年5月3日 特別区制 | 足立区              | 足立区         | 足立区 |
|              | 梅島村         | 梅島村                | 梅島村             | 昭和3年11月1日 町制 | 昭和7年10月1日 東京市に編入 足立区 | 昭和18年7月1日 東京都足立区 | 昭和22年5月3日 特別区制 | 足立区              | 足立区         | 足立区 |
|              | 江北村         | 江北村                | 江北村             | 江北村              | 昭和7年10月1日 東京市に編入 足立区 | 昭和18年7月1日 東京都足立区 | 昭和22年5月3日 特別区制 | 足立区              | 足立区         | 足立区 |
|              | 舎人村         | 舎人村                | 舎人村             | 舎人村              | 昭和7年10月1日 東京市に編入 足立区 | 昭和18年7月1日 東京都足立区 | 昭和22年5月3日 特別区制 | 足立区              | 足立区         | 足立区 |
|              | 渕江村         | 渕江村                | 渕江村             | 渕江村              | 昭和7年10月1日 東京市に編入 足立区 | 昭和18年7月1日 東京都足立区 | 昭和22年5月3日 特別区制 | 足立区              | 足立区         | 足立区 |
|              | 渕江村         | 明治24年4月1日 伊興村 | 伊興村             | 伊興村              | 昭和7年10月1日 東京市に編入 足立区 | 昭和18年7月1日 東京都足立区 | 昭和22年5月3日 特別区制 | 足立区              | 足立区         | 足立区 |
|              | 東渕江村       | 東渕江村              | 東渕江村           | 東渕江村            | 昭和7年10月1日 東京市に編入 足立区 | 昭和18年7月1日 東京都足立区 | 昭和22年5月3日 特別区制 | 足立区              | 足立区         | 足立区 |
|              | 綾瀬村         | 綾瀬村                | 綾瀬村             | 綾瀬村              | 昭和7年10月1日 東京市に編入 足立区 | 昭和18年7月1日 東京都足立区 | 昭和22年5月3日 特別区制 | 足立区              | 足立区         | 足立区 |
|              | 花畑村         | 花畑村                | 花畑村             | 花畑村              | 昭和7年10月1日 東京市に編入 足立区 | 昭和18年7月1日 東京都足立区 | 昭和22年5月3日 特別区制 | 足立区              | 足立区         | 足立区 |

## 行政
歴代郡長
特記なき場合『東京府史 行政篇 第1巻』による。
| 代 | 氏名       | 就任年月日                 | 退任年月日                 | 備考                              |
| -- | ---------- | -------------------------- | -------------------------- | --------------------------------- |
| 1  | 森長義     | 明治11年（1878年）12月15日 | 明治15年（1882年）12月25日 | 明治14年（1881年）6月28日より兼任 |
| 2  | 児玉春房   | 明治16年（1883年）12月15日 | 明治18年（1885年）7月2日   |                                   |
| 3  | 尾崎班象   | 明治18年（1885年）7月2日   | 明治19年（1886年）8月27日  |                                   |
| 4  | 蔵田信     | 明治19年（1886年）8月25日  | 明治26年（1893年）12月28日 |                                   |
| 5  | 与倉東雄   | 明治26年（1893年）12月28日 | 明治29年（1896年）9月7日   |                                   |
| 6  | 布施信成   | 明治29年（1896年）8月15日  | 明治31年（1898年）3月8日   |                                   |
| 7  | 仙石卯策   | 明治31年（1898年）3月8日   | 明治32年（1899年）4月7日   |                                   |
| 8  | 金田吉郎   | 明治32年（1899年）4月7日   | 明治37年（1904年）12月3日  |                                   |
| 9  | 仙石卯策   | 明治37年（1904年）12月3日  | 明治38年（1905年）5月26日  | 7代の再任                         |
| 10 | 後藤東     | 明治38年（1905年）5月26日  | 明治41年（1908年）3月31日  |                                   |
| 11 | 高崎襄     | 明治41年（1908年）3月28日  | 明治42年（1909年）12月23日 |                                   |
| 12 | 内野吉次郎 | 明治42年（1909年）12月23日 | 大正3年（1914年）10月5日   |                                   |
| 13 | 玉井政助   | 大正3年（1914年）10月5日   | 大正5年（1916年）4月11日   |                                   |
| 14 | 川越守男   | 大正5年（1916年）4月11日   | 大正6年（1917年）5月16日   |                                   |
| 15 | 西村輝一   | 大正6年（1917年）5月16日   | 大正6年（1917年）10月6日   |                                   |
| 16 | 九鬼三郎   | 大正6年（1917年）10月6日   | 大正8年（1919年）6月17日   |                                   |
| 17 | 藤江陳太郎 | 大正8年（1919年）7月21日   | 大正11年（1922年）4月7日   |                                   |
| 18 | 東根四郎   | 大正11年（1922年）4月7日   | 大正12年（1923年）9月5日   |                                   |
| 19 | 島田俊夫   | 大正12年（1923年）9月5日   | 大正13年（1924年）11月13日 |                                   |
| 20 | 船越源一   | 大正13年（1924年）11月13日 | 大正15年（1926年）6月30日  | 郡役所廃止により、廃官            |